# Щ-122
«Щ-122» — советская дизель-электрическая торпедная подводная лодка времён Второй мировой войны, принадлежит к серии V-бис-2 проекта Щ — «Щука». При постройке лодка получила имя «Сайда».

## История корабля
Лодка была заложена 22 декабря 1933 года на заводе № 189 «Балтийский завод» в Ленинграде, в 1934 году доставлена в разобраном виде на завод № 202 «Дальзавод» во Владивостоке для сборки и достройки, спущена на воду 29 августа 1934 года, 30 апреля 1935 года вступила в строй и вошла в состав 6-го дивизиона подводных лодок 3-й Морской Бригады Морских Сил Дальнего Востока.

### Служба
- 8 марта — 16 апреля 1936 года совершила 50-суточный поход, перекрывший автономность лодки в 2,5 раза, весь экипаж был награждён орденами.
- В годы Второй мировой войны между 9 августа и 3 сентября 1945 года совершила один боевой поход, патрулировала позицию № 3, к югу от Владивостока, встреч с противником не имела.
- С сентября 1945 года несла службу в Порт-Артуре в составе 11-го дивизиона 4-й бригады ПЛ
- 10 июня 1949 года переименована в «С-122».
- В 1952—1953 годах использовалась для подготовки китайских экипажей.
- 26 июня 1954 года разоружена, выведена из состава флота для демонтажа оборудования и разделки на металл.
- 1 октября 1954 года расформирована.
- По информации из зарубежных источников после передачи Порт-Артура Китаю С-122 вошла в строй ВМС КНР под номером 302. Дальнейшая судьба корабля неизвестна.

## Командиры лодки
- 1934—1936 — … — А. В. Бук
- … — 9 августа 1945 — 3 сентября 1945 — … — И. Д. Кузнецов
- … — 1948 — … — М. Гринер